# Stinkende gouwe
De stinkende gouwe (Chelidonium majus) is een algemeen voorkomende vaste plant uit de papaverfamilie (Papaveraceae), de enige in het geslacht Chelidonium. Hij heeft gele bloemen, enigszins op eikenblad gelijkende bladeren en kan circa 20 tot 80 cm hoog worden. De stinkende gouwe bevat oranje-geel melksap en groeit vooral langs heggen en op ruige plaatsen. De plant wordt ook wel wrattenkruid genoemd.
De stinkende gouwe komt voor bij heggen, langs en op muren en op braakliggend terrein van het Middellandse Zeegebied tot ver in Scandinavië en in Midden- en Noord-Azië.

## Beschrijving
De bloem is heldergeel en 2 tot 2,5 cm breed. Er zijn twee kelkbladeren, vier kroonbladeren, veel meeldraden en een stamper. Twee tot zes bloemen vormen een los scherm, dat van april tot in de herfst bloeit.
Het blad is oneven geveerd of diep ingesneden en grof gekarteld. Er zijn in het eerste geval vijf of zeven deelblaadjes. De onderkant van het blad is grijsgroen.
De vrucht is een kale, peulvormige doosvrucht van 3 tot 5 cm lang, die van onderaf met twee kleppen geopend kan worden. De zaden worden door mieren versleept, omdat er een vettige witte zaadsluier (mierenbroodje) op zit. Vandaar dat de plant vaak op en tussen gaten in muren groeit.

## Gebruiksgeschiedenis
Volgens de middeleeuwse signatuurleer kon de plant bij galklachten toegepast worden, vanwege de gele kleur van het melksap en de vorm van de bladeren. Stinkende gouwe werd als geneeskruid ook gebruikt bij onder meer oogziekten. Het gele sap werd tevens tegen wratten ingezet; om een wrat te laten verdwijnen moest het sap van een verse stengel er meerdere malen per dag op worden gesmeerd. Een van de bladeren getrokken mengsel werd ooit gezien als een middel tegen lichaamsbeharing.
Alchemisten gebruikten stinkende gouwe bij het zoeken naar de steen der wijzen. Heksen deden het in de middeleeuwen in hun zalven (zie heksenkruid).
De plant bevat giftige alkaloïden; de belangrijkste zijn berberine, coptisine, chelidonine, sanguinarine en chelerithrine. De isochinolide alkaloïden zijn verantwoordelijk voor de geeloranje kleur van het sap. Verder bevat het gewas etherische oliën en saponine. Vergiftiging met de sappen kan worden omschreven als een morfinevergiftiging.
In de fytotherapie wordt de plant gebruikt in de vorm van tinctuur.

## Etymologie
De botanische naam Chelidonium majus betekent "zwaluwkruid". Dit valt te herleiden naar een volksverhaal waarin zwaluwen de ogen van hun pasgeboren blinde jongen insmeerden met het geeloranje sap, waarna de jongen van hun blindheid werden genezen.
De Nederlandse naam is te verklaren uit de wat muffe geur van de plant en gouwe: goud, slaat op het goudgele sap dat bij verwonding of doorbreking van de plant naar buiten treedt.

## Afbeeldingen

Stinkende gouwe
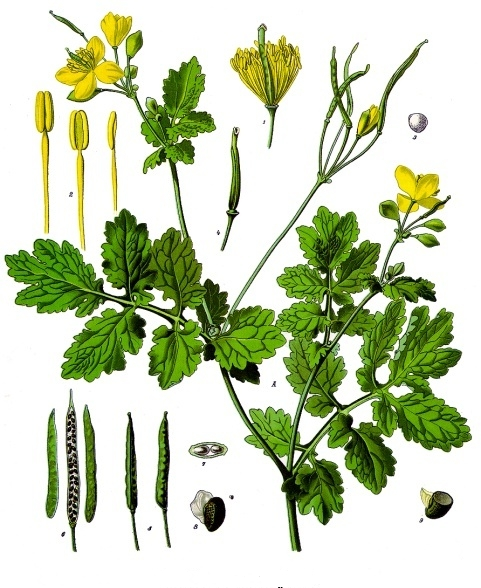
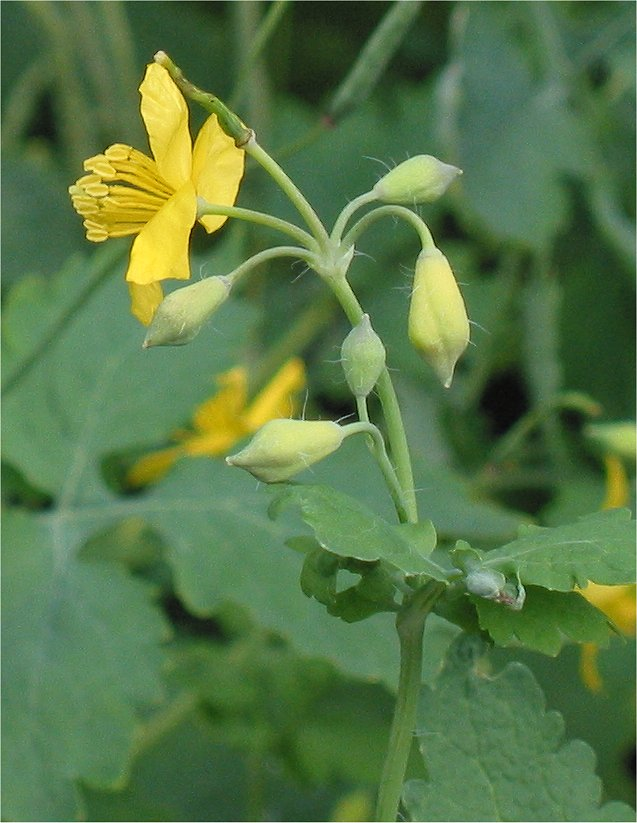
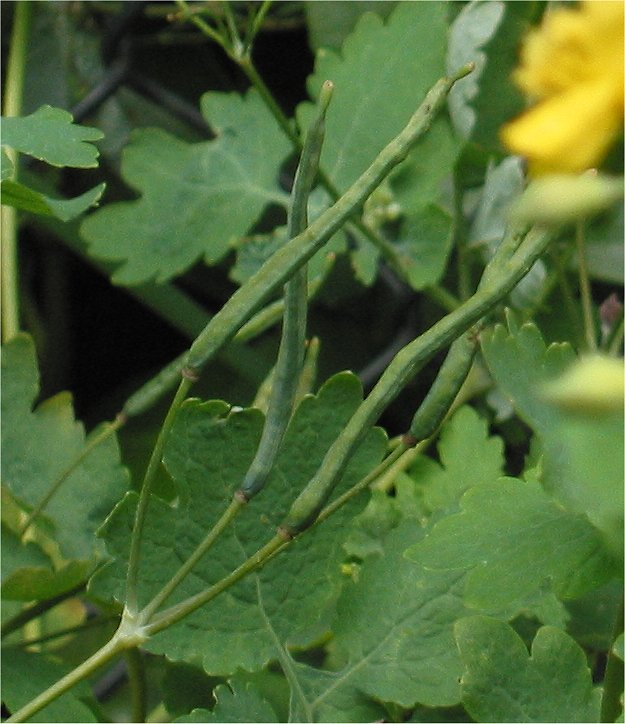
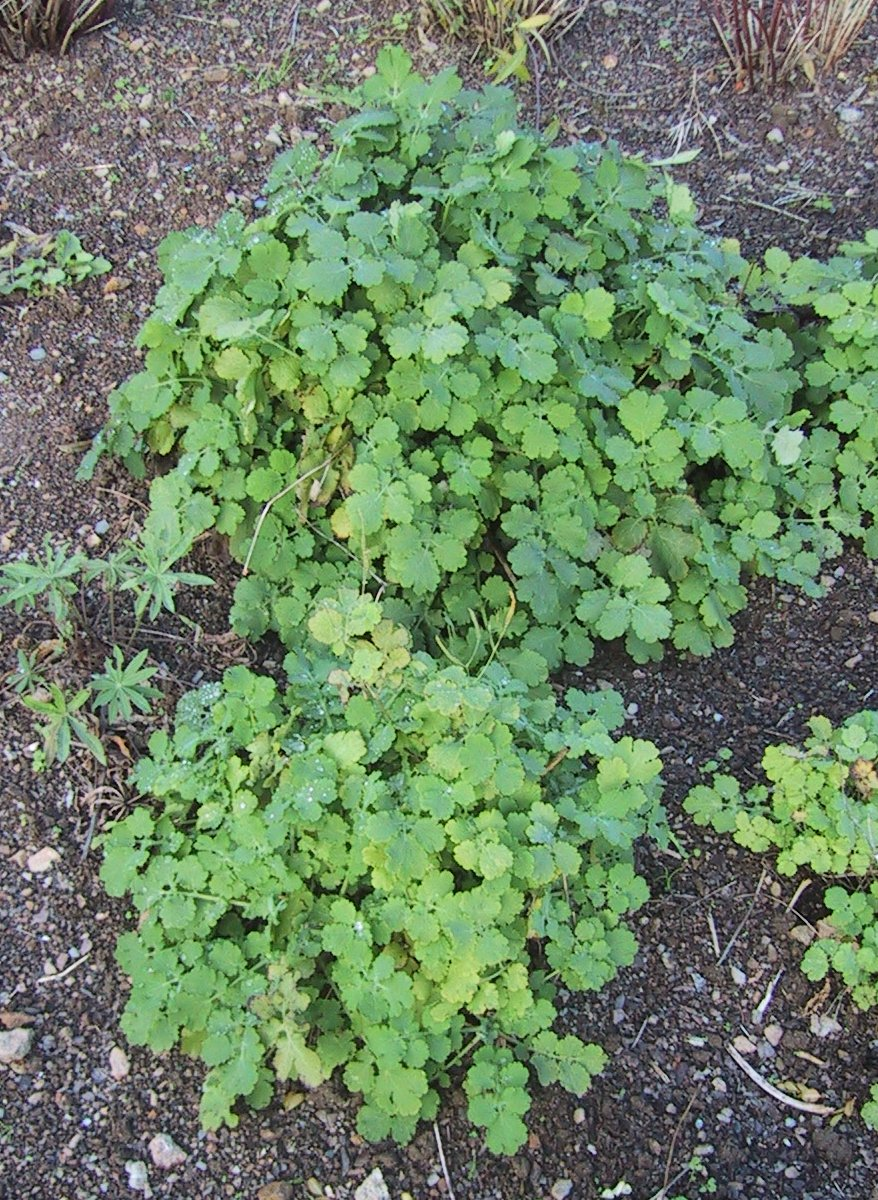